# Julio Domínguez
 Julio César „Cata” Domínguez Juárez (Arriaga, 1987. november 8. –) egy mexikói válogatott labdarúgó, a Cruz Azul hátvédje.

## Pályafutása

### Klubcsapatokban
A mexikói bajnokság első osztályában 2006. április 29-én mutatkozott be a Cruz Azul csapatában, amikor is hazai pályán 3–2-es győzelmet arattak a Pachuca felett.

### A válogatottban
A válogatottban 19 évesen, 2007 augusztusában mutatkozott be egy Kolumbia elleni barátságos mérkőzésen, majd még ebben az évben két másik barátságoson is szerepelt. 2008-ban nem játszott a válogatottban, 2009-ben csak két meccset, legközelebb pedig 2014 őszén, ám innentől kezdve több lehetőséget kapott, mint korábban.

#### Mérkőzései a válogatottban
| Mexikó | Mexikó              | Mexikó                                        | Mexikó           | Mexikó   | Mexikó     | Mexikó                   | Mexikó | Mexikó  |
| #      | Dátum               | Helyszín                                      | Hazai            | Eredmény | Vendég     | Kiírás                   | Gólok  | Esemény |
| ------ | ------------------- | --------------------------------------------- | ---------------- | -------- | ---------- | ------------------------ | ------ | ------- |
| 1.     | 2007. augusztus 22. | Commerce City, Dick's Sporting Goods Park     | Mexikó           | 0 – 1    | Kolumbia   | barátságos               | 0      |         |
| 2.     | 2007. szeptember 9. | Puebla, Estadio Cuauhtémoc                    | Mexikó           | 1 – 0    | Panama     | barátságos               | 0      |         |
| 3.     | 2007. október 17.   | Los Angeles, Memorial Coliseum                | Mexikó           | 2 – 3    | Guatemala  | barátságos               | 0      | 46'     |
| 4.     | 2009. január 28.    | Oakland, Oakland Coliseum                     | Mexikó           | 0 – 1    | Svédország | barátságos               | 0      | 52'     |
| 5.     | 2009. március 11.   | Commerce City, Dick's Sporting Goods Park     | Mexikó           | 5 – 1    | Bolívia    | barátságos               | 0      | 46'     |
| 6.     | 2014. október 9.    | Tuxtla Gutiérrez, Estadio Víctor Manuel Reyna | Mexikó           | 2 – 0    | Honduras   | barátságos               | 0      |         |
| 7.     | 2014. október 12.   | Santiago de Querétaro, Estadio Corregidora    | Mexikó           | 1 – 0    | Panama     | barátságos               | 0      | 80'     |
| 8.     | 2014. november 18.  | Bariszav, Bariszav Aréna                      | Fehéroroszország | 3 – 2    | Mexikó     | barátságos               | 0      | 89'     |
| 9.     | 2015. március 31.   | Kansas City, Arrowhead Stadion                | Mexikó           | 1 – 0    | Paraguay   | barátságos               | 0      | 78'     |
| 10.    | 2015. április 15.   | San Antonio, Alamodome                        | Egyesült Államok | 2 – 0    | Mexikó     | barátságos               | 0      | 46'     |
| 11.    | 2015. május 30.     | Tuxtla Gutiérrez, Estadio Víctor Manuel Reyna | Mexikó           | 3 – 0    | Guatemala  | barátságos               | 0      |         |
| 12.    | 2015. június 3.     | Lima, Estadio Nacional                        | Peru             | 1 – 1    | Mexikó     | barátságos               | 0      |         |
| 13.    | 2015. június 7.     | São Paulo, Allianz Parque                     | Brazília         | 2 – 0    | Mexikó     | barátságos               | 0      |         |
| 14.    | 2015. június 12.    | Viña del Mar, Estadio Sausalito               | Mexikó           | 0 – 0    | Bolívia    | Copa América, csoportkör | 0      |         |
| 15.    | 2015. június 15.    | Santiago, Estadio Nacional de Chile           | Chile            | 3 – 3    | Mexikó     | Copa América, csoportkör | 0      |         |
| 16.    | 2015. június 19.    | Rancagua, Estadio El Teniente                 | Mexikó           | 1 – 2    | Ecuador    | Copa América, csoportkör | 0      |         |
|        | Összesen            |                                               |                  | 16       | mérkőzés   |                          | 0      | gól     |